# Åvik
Pour les articles homonymes, voir Avik.
Åvik est un petit port de la commune de Lindesnes dans le comté d'Agder en Norvège.Le village est situé sur la côte, non loin du point le plus septentrional de Norvège. Il se trouve à environ deux kilomètres au sud-est du village de Svennevik. Le village est à 300m au nord de l'île de Svinør ; les ports d'Åvik et de Svinør forment une aire portuaire importante. le village compte de nombreuses maisons anciennes en bois.